# Myrmele
Genre
Myrmele est un genre d'araignées aranéomorphes de la famille des Salticidae.

## Distribution
Les espèces de ce genre sont endémiques de Madagascar.

## Liste des espèces
Selon World Spider Catalog (version 18.0, 26/04/2017) :
- Myrmele andringitra (Wanless, 1978)
- Myrmele electrica (Peckham & Peckham, 1892)
- Myrmele peckhami (Roewer, 1951)
- Myrmele rufescens (Simon, 1900)

## Publication originale
- Prószyński, 2016 : Delimitation and description of 19 new genera, a subgenus and a species of Salticidae (Araneae) of the world. Ecologica Montenegrina, vol. 7, p. 4-32 (texte intégral).